# Bernd Hofmann (Drehbuchautor)
Bernd Hofmann, gebürtig Bernd Ebbers, (* 23. November 1904 in Elberfeld; † 4. Dezember 1940 in Berlin) war ein deutscher Drehbuchautor, Regisseur und Dramaturg.

## Leben
Hofmann ließ sich Anfang/Mitte der 1920er Jahre von Ferdinand Gregori künstlerisch ausbilden und studierte überdies an der Universität Köln. 1926 trat Hofmann sein erstes Festengagement als Regisseur in Mönchengladbach an, im Jahr darauf ging er nach Hanau, ein weiteres Jahr später (1928) nach St. Gallen. 1929 folgte er einer Verpflichtung nach Wien (Neues Wiener Schauspielhaus), 1930 traf Hofmann in Berlin ein. Dort wirkte er am Theater am Schiffbauerdamm von 1931 bis 1933 als Oberspielleiter bzw. als dessen Direktor.
Im Dritten Reich konzentrierte sich Hofmann auf seine Tätigkeit als Autor. Er schrieb sowohl Bühnenstücke (Des Kaisers Schatten, 1936 uraufgeführt; Fahrt nach Orplid, 1937 uraufgeführt; Stunde der Entscheidung, 1939 uraufgeführt – Letzteres ein NS-Tendenzstück zum Thema Zwangssterilisation) als auch Filmmanuskripte. Seine Drehbücher waren häufig Adaptionen bekannter Vorlagen wie Oscar Wildes Lady Windermeres Fächer und Eine Frau ohne Bedeutung, Guy de Maupassants Yvette, Hans Schweikarts Lauter Lügen und Eugène Labiches Der Florentiner Hut. Der Film Hahn im Korb hatte Hofmanns Bühnenstück Der Vizekönig zur Vorlage.
1939 führte Hofmann bei drei eher belanglosen Bavaria-Produktionen auch die Regie, seine letzten drei Arbeiten liefen allesamt im Frühjahr (Februar bis April) 1940 in den reichsdeutschen Kinos an. Bernd Hofmann starb völlig überraschend im Alter von nur 36 Jahren an den Folgen einer Zahnoperation.

## Filme (als Drehbuchautor)
- 1935: Lady Windermeres Fächer
- 1935: Der schüchterne Casanova
- 1936: Eine Frau ohne Bedeutung
- 1937: Die Kronzeugin
- 1937: Versprich mir nichts
- 1937: Hahn im Korb
- 1937: Mutterlied
- 1938: Yvette
- 1938: Lauter Lügen
- 1939: Der Florentiner Hut
- 1939: Irrtum des Herzens (auch Regie)
- 1939: Alles Schwindel (auch Regie)
- 1940: Fahrt ins Leben (auch Regie)
- 1940: Die gute Sieben

## Theater
- 1932: Hannes Reutter: Der große Krumme (UA) – Regie (Theater am Schiffbauerdamm) Berlin